# Charles Gavan Duffy

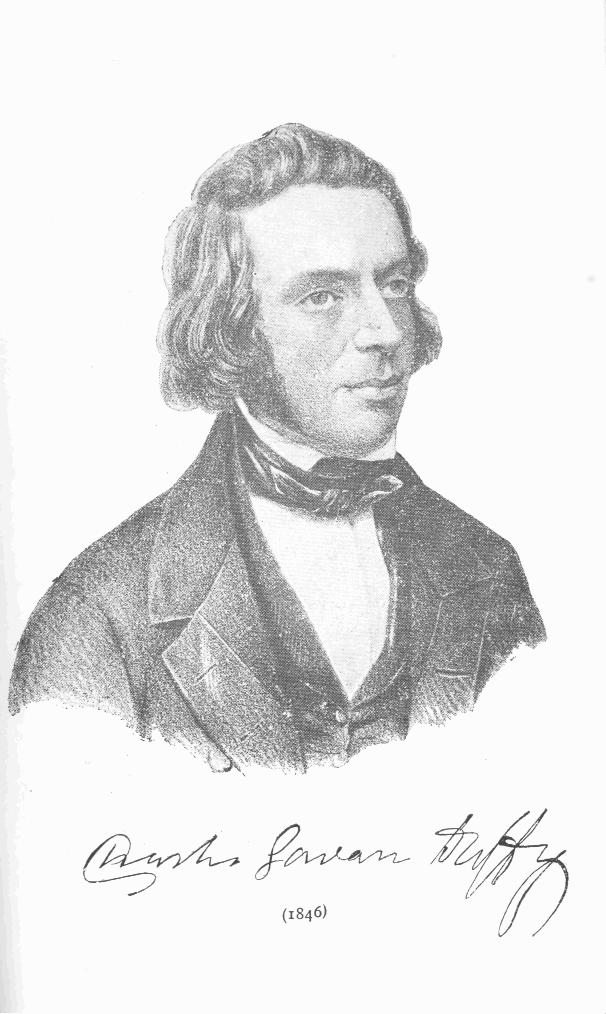
Charles Gavan Duffy, 1846

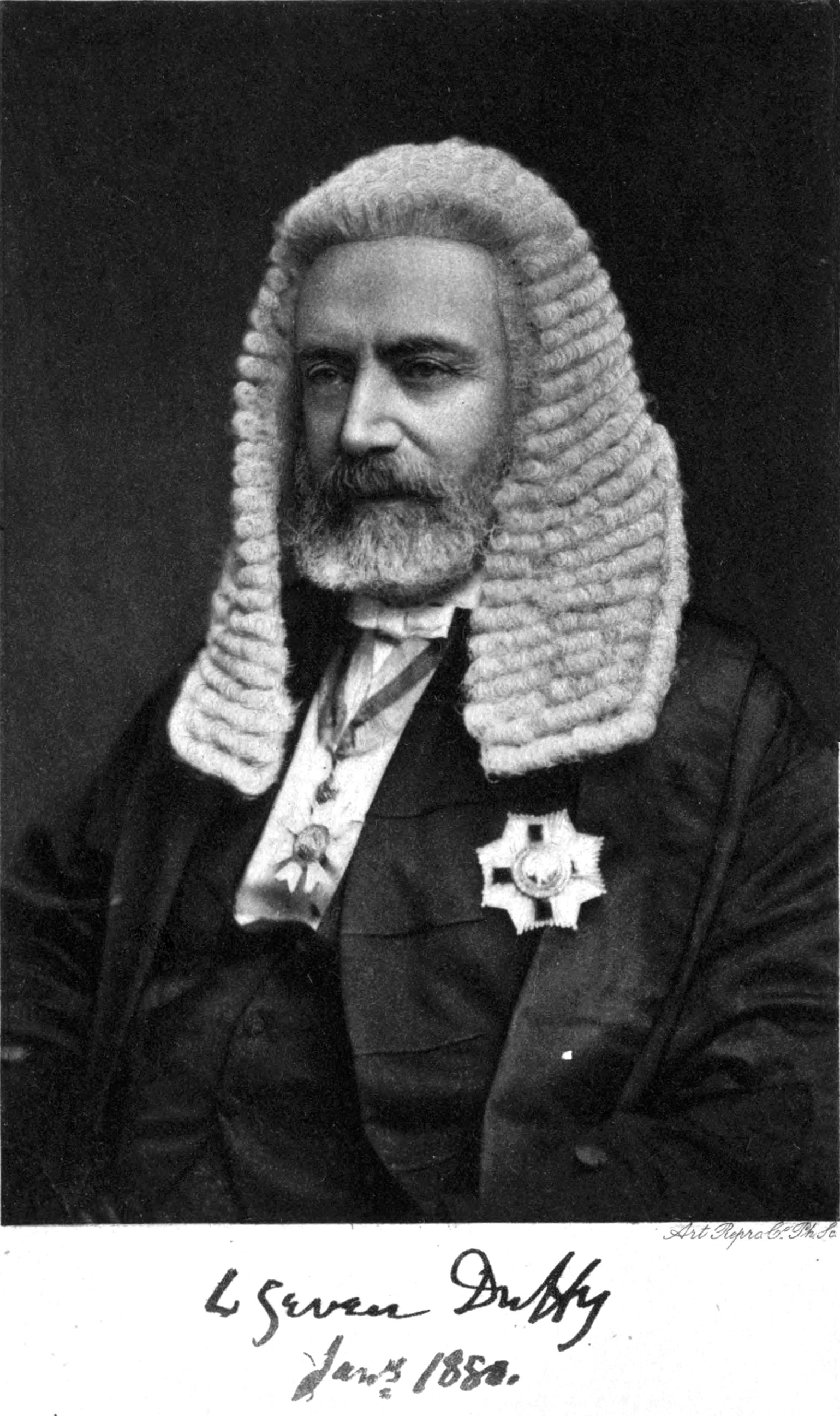
Sir Charles Gavan Duffy als Speaker, 1880

Sir Charles Gavan Duffy (* 12. April 1816 in Monaghan; † 9. Februar 1903 in Nizza) war ein irischer Nationalist und australischer Kolonialpolitiker. Er war der 8. Premierminister von Victoria.
Charles Duffy wurde als Sohn eines katholischen Ladenbesitzers geboren, verlor aber schon im Kindesalter seine Eltern. Ein Onkel von ihm, katholischer Priester, nahm sich seiner an. Er konnte seine Ausbildung am St Malachy's College in Belfast absolvieren und wurde 1845 als Rechtsanwalt zugelassen.
Bereits 1842 hatte er geheiratet, aber seine Frau verstarb schon drei Jahre später. Aus einer 1846 geschlossenen zweiten Ehe gingen sechs Kinder hervor.
Schon früh schloss er sich irisch-nationalistischen Kreisen an, die für eine Unabhängigkeit Irlands eintraten. Daneben wurde er zu einer wichtigen Person in irischen Literaturzirkeln und trat auch als Herausgeber irischer Literatur hervor. Er gründete mit anderen die irische Zeitung The Nation und gehörte der Vereinigung „Junges Irland“ an. Er setzte sich für eine Landreform in Irland ein und wurde 1852 als Vertreter von New Ross in das britische House of Commons gewählt.
Aus Verzweiflung über die schlechten Aussichten für eine irische Unabhängigkeit gab er 1856 sein Parlamentsmandat auf und emigrierte mit seiner Familie nach Australien, wo er sich in der neu gebildeten Kolonie Victoria ansiedelte. Zunächst wurde er dort mit seinen literarischen und politischen Ambitionen beim englischen protestantischen Establishment gefürchtet und gehasst. Doch noch im selben Jahr wurde er in die gesetzgebende Versammlung des Western District von Victoria gewählt. 1857 wurde ein anderer irischer Katholik, John O'Shanassy, Premierminister von Victoria und Duffy dessen Stellvertreter. 1871 wurde er selbst der achte Premierminister, hatte dieses Amt jedoch nur ein Jahr inne. 1877 bis 1880 war er Speaker des Parlaments von Victoria. Anschließend zog er sich nach Südfrankreich zurück, wo er 1903 im Alter von 86 Jahren starb.
1873 war Duffy zum Knight Bachelor geschlagen worden, 1877 wurde er als Knight Commander in den britischen Orden vom Heiligen Michael und Georg aufgenommen. 1881 heiratete er ein drittes Mal und bekam vier weitere Kinder. Auch im Exil interessierte er sich aktiv für sein Herkunfts- und sein Wahlland. Zwei seiner Söhne bekleideten hohe politische Ämter in Australien und einer, George Gavan Duffy, war in Irland Politiker der Sinn Féin und Präsident des High Court von Irland.

## Bücher
- Geoff Browne: A Biographical Register of the Victorian Parliament, 1900–84. Government Printer, Melbourne 1985.
- Charles Gavan Duffy: Four Years of Irish History 1845–1849. Robertson, Melbourne, 1883. (autobiography and recollections).
- Don Garden:  Victoria: A History. Thomas Nelson, Melbourne 1984.
- Justin McCarthy: History of Our Own Times. Vols 1–4, 1895.
- Davis McCaughey et al.: Victoria’s Colonial Governors 1839–1900, Melbourne University Press, Carlton 1993.
- Antony O’Brien: Shenanigans on the Ovens Goldfields: The 1859 Election. Artillery Publishing, Hartwell 2005 (p. xi & Ch.2).
- Kathleen Thompson, Geoffrey Serle: A Biographical Register of the Victorian Parliament, 1856–1900. Australian National University Press, Canberra 1972.
- Raymond Wright: A People’s Counsel. A History of the Parliament of Victoria, 1856–1990. Oxford University Press, Melbourne 1992.